# Jürgen Sturm
Jürgen Sturm (* 1954 in Aachen) ist ein Gitarrist, Komponist und Bandleader.
Er begann mit acht Jahren mit dem Gitarrenspiel, beeinflusst von seinem Vater, der Akkordeon spielte. Nach ersten Versuchen in Bluesbands, Musical- und Tanzorchestern und einem Jugendjazzorchester studierte er in Aachen klassische Gitarre und Querflöte; er setzte seine Studien in Köln, Boston und München fort.
Seit seinem Abschluss konzentrierte er sich als Musiker, Komponist und Arrangeur auf die Jazzmusik. Daneben experimentierte er mit Tango und Programmmusik. Er ist weiterhin als Musikpädagoge tätig.

## Bands und Projekte
Sturm spielte und spielt mit den folgenden Bands und Projekten:
- Art‘n Schutz Orchester - seit 2005 aktiv
- Anirahtak & Band - hervorgegangen aus früheren Besetzungen - seit ca. 1992
- Sturm Trio - seit 1996, derzeit aktiv mit neuer Produktion
- Anirahtak, Lovens, Schmidt, Sturm - derzeit schläfrig
- Jend Eisele Sturm - seit 1998 phasenweise aktiv
- Anirahtak & Jürgen Sturm Duo - seit 1990, aktiv im Trio mit Lothar Galle-M. (Bass)
- Anirahtak & die Jürgen Sturm Band - seit 1989, schläft seit 1996
- Jürgen Sturms Sidestream (1979–1983)
- Jürgen Sturms Ballstars (seit 1982, schläft seit 1994)

## Tonträger
- Art'n Schutz Orchester (2015)[1]
- Lorelei (2010)
- Guter Stoff (2007)
- Anirahtak & Jürgen Sturm - Duo (1999)
- Jend - Eisele - Sturm (1999)
- Gebete der Nacht (1994)
- Berlin - Paris - New York (1992)
- Das Kurt Weill Programm (1989)
- Tango Subversivo (1984/1990)
- Blue News (1982)